# 拉斐尔·卡塔拉
拉斐尔·卡塔拉·波洛（西班牙語：Rafael Catalá Polo，1961年6月21日—），男，马德里人，西班牙法学家，人民党政治人物。前司法大臣。

## 生平
1961年6月21日生于马德里。在天主教学校读书。1983年毕业于马德里康普顿斯大学法律专业。曾在阿斯纳尔内阁的多个部门担任副职。2011年被任命为西班牙基础设施、交通与住房事务国务秘书。2014年9月被任命为司法大臣。直到2018年西班牙政府不信任案下台。